# Öskü
Öskü es un pueblo ubicado en el distrito de Várpalota, en el condado de Veszprém, Hungría.

## Superficie
Posee una superficie de 48,30 kilómetros cuadrados.

## Demografía
Hasta 2019 la población era de 2113 habitantes, con una densidad de población de 43,75 habitantes por kilómetro cuadrado.